# IIHF Federation Cup 1995
Der IIHF Federation Cup 1995 war die zweite und letzte Austragung des von der Internationalen Eishockey-Föderation IIHF ausgetragenen Wettbewerbs und fand parallel zum Europapokal statt. Er wurde zwischen dem 7. Oktober und 29. Dezember 1995 ausgetragen. Insgesamt nahmen 19 Mannschaften aus 18 Nationen teil, wobei Russland als einziges Land mit zwei Teilnehmern vertreten war. Im Gegensatz zum Vorjahr konnten auch westeuropäische Eishockeyverbände gewonnen werden.
Während der Gastgeber des Finalturniers, HC Dukla Trenčín, gesetzt war, wurden die drei weiteren Teilnehmer in Qualifikationsturnieren ermittelt. Der letztmalige Sieger des Cups war AS Varese Hockey aus Italien, die sich im Finale überraschend sowohl gegen Trenčín als auch den HK Metallurg Magnitogorsk durchsetzten.

## Qualifikation
Aufgrund der erhöhten Teilnehmerzahl im Vergleich zum Vorjahr fand zusätzlich eine Qualifikation für die Vorrundenturniere statt. Vier der sechs gemeldeten Mannschaften sollten in einer Gruppe à vier Teams vom 6. bis 8. Oktober 1995 den Gruppensieger ausspielen. Das Turnier fand jedoch nicht statt. Die beiden verbleibenden Mannschaften spielten am 7. Oktober 1995 ein entscheidendes Spiel um den zweiten offenen Platz in der Vorrunde.

### Gruppe A
In der Gruppe A sollten vom 6. bis 8. Oktober 1995 vier Mannschaften den Gruppensieger ermitteln. Für das Turnier hatten der SC Miercurea Ciuc, der HK Roter Stern Belgrad, Alba Volán Székesfehérvár und der HK Solvita Kaunas gemeldet. Eine Austragung fand jedoch nicht statt und somit erreichte der rumänische Vertreter aus Miercurea Ciuc kampflos die Vorrunde.

### Gruppe B
In der Gruppe B traf der slowenische Vertreter HK Acroni Jesenice auf den KHL Mladost Zagreb aus Kroatien. Durch einen 5:4-Sieg qualifizierte sich Jesenice für die Vorrunde.
| 7. Oktober 1995 | HK Acroni Jesenice | 5:4 (-:-, -:-, -:-) | KHL Mladost Zagreb | Dvorana Podmežakla, Jesenice Zuschauer: |

## Vorrunde
Die drei Vorrundenturniere fanden am 10. und 11. November 1995 in Riga, Oświęcim und Varese statt. Es spielten je vier Teams pro Turnier. Der Sieger eines Turniers erhielt jeweils einen der drei freien Startplätze im Finalturnier. Dafür musste er sowohl die Halbfinal- als auch die Finalpartie des Turniers siegreich bestreiten.

### Gruppe C
In der Gruppe C, die in der lettischen Hauptstadt Riga ausgespielt wurde, setzte sich der Titelverteidiger Salawat Julajew Ufa aus Russland durch. Sie besiegten sowohl den rumänischen Qualifikanten SC Miercurea Ciuc mit 12:1 im Halbfinale als auch Vålerenga IF Oslo, die sich tags zuvor gegen Turniergastgeber HK Nik’s Brih Riga durchgesetzt hatte, im Finale mit 5:2. Ufa sicherte sich somit die Teilnahmeberechtigung an der Finalrunde.
|  | Halbfinale          | Halbfinale        |                    |   | Finale | Finale |
|  |                     |                   |                    |   |        |        |
|  | Salawat Julajew Ufa | 12                |                    |   |        |        |
|  | SC Miercurea Ciuc   | 1                 |                    |   |        |        |
|  |                     |                   |                    |   |        |        |
|  |                     |                   |                    |   |        |        |
|  | Salawat Julajew Ufa | 5                 |                    |   |        |        |
|  |                     | Vålerenga IF Oslo | 2                  |   |        |        |
|  |                     |                   |                    |   |        |        |
|  | Spiel um Platz 3    |                   |                    |   |        |        |
|  |                     |                   | HK Nik’s Brih Riga | 8 |        |        |
|  | HK Nik’s Brih Riga  | 2                 | SC Miercurea Ciuc  | 3 |        |        |
|  | Vålerenga IF Oslo   | 5                 |                    |   |        |        |

Halbfinale
| 10. November 1995 | Salawat Julajew Ufa | 12:1 (6:0, 6:0, 0:1) | SC Miercurea Ciuc | Riga Zuschauer: |
| 10. November 1995 | HK Nik’s Brih Riga  | 2:5 (1:0, 1:4, 0:1)  | Vålerenga IF Oslo | Riga Zuschauer: |

Spiel um Platz 3
| 11. November 1995 | HK Nik’s Brih Riga | 8:3 (3:0, 2:2, 3:1) | SC Miercurea Ciuc | Riga Zuschauer: |

Finale
| 11. November 1995 | Salawat Julajew Ufa | 5:2 (3:0, 1:1, 1:1) | Vålerenga IF Oslo | Riga Zuschauer: |

### Gruppe D
Das im polnischen Oświęcim ausgetragene Turnier der Gruppe D sah die russische Mannschaft des HK Metallurg Magnitogorsk die Finalrunde erreichen. Nach einem deutlichen 9:1-Sieg über Qualifikant HK Acroni Jesenice standen sie im Finale Polimir Nawapolazk gegenüber, die sich mit 4:1 gegen den Gastgeber KS Unia Oświęcim durchgesetzt hatten. Im Finale siegte das Team aus dem Ural mit 6:1 gegen die Weißrussen und schaffte als zweite russische Mannschaft den Sprung ins Finale.
|  | Halbfinale                | Halbfinale         |                    |   | Finale | Finale |
|  |                           |                    |                    |   |        |        |
|  | HK Metallurg Magnitogorsk | 9                  |                    |   |        |        |
|  | HK Acroni Jesenice        | 1                  |                    |   |        |        |
|  |                           |                    |                    |   |        |        |
|  |                           |                    |                    |   |        |        |
|  | HK Metallurg Magnitogorsk | 6                  |                    |   |        |        |
|  |                           | Polimir Nawapolazk | 1                  |   |        |        |
|  |                           |                    |                    |   |        |        |
|  | Spiel um Platz 3          |                    |                    |   |        |        |
|  |                           |                    | KS Unia Oświęcim   | 3 |        |        |
|  | KS Unia Oświęcim          | 1                  | HK Acroni Jesenice | 8 |        |        |
|  | Polimir Nawapolazk        | 4                  |                    |   |        |        |

Halbfinale
| 10. November 1995 | HK Metallurg Magnitogorsk | 9:1 (3:0, 4:0, 2:1) | HK Acroni Jesenice | Hala Lodowa, Oświęcim Zuschauer: |
| 10. November 1995 | KS Unia Oświęcim          | 1:4 (1:3, 0:0, 0:1) | Polimir Nawapolazk | Hala Lodowa, Oświęcim Zuschauer: |

Spiel um Platz 3
| 11. November 1995 | KS Unia Oświęcim | 3:8 (2:2, 0:4, 1:2) | HK Acroni Jesenice | Hala Lodowa, Oświęcim Zuschauer: |

Finale
| 11. November 1995 | HK Metallurg Magnitogorsk | 6:1 (1:0, 1:0, 4:1) | Polimir Nawapolazk | Hala Lodowa, Oświęcim Zuschauer: |

### Gruppe E
Die Spiele der Gruppe E wurden im italienischen Varese veranstaltet. Mit dem Heimvorteil im Rücken konnte der Gastgeber AS Varese Hockey im Halbfinale den HC Chamonix ausschalten und im Finale überraschenderweise auch den tschechischen Klub AC ZPS Zlín besiegen, der als Favorit in das Turnier gegangen war und dies mit einem 12:3-Sieg über den HK ATEK Kiew im Halbfinale untermauert hatte.
|  | Halbfinale       | Halbfinale  |              |   | Finale | Finale |
|  |                  |             |              |   |        |        |
|  | AC ZPS Zlín      | 12          |              |   |        |        |
|  | HK ATEK Kiew     | 3           |              |   |        |        |
|  |                  |             |              |   |        |        |
|  |                  |             |              |   |        |        |
|  | AS Varese Hockey | 4           |              |   |        |        |
|  |                  | AC ZPS Zlín | 3            |   |        |        |
|  |                  |             |              |   |        |        |
|  | Spiel um Platz 3 |             |              |   |        |        |
|  |                  |             | HK ATEK Kiew | 2 |        |        |
|  | AS Varese Hockey | 4           | HC Chamonix  | 3 |        |        |
|  | HC Chamonix      | 1           |              |   |        |        |

Halbfinale
| 10. November 1995 | AC ZPS Zlín      | 12:3 (3:1, 4:0, 5:2) | HK ATEK Kiew | Pala Albani, Varese Zuschauer: |
| 10. November 1995 | AS Varese Hockey | 4:1 (2:1, 2:0, 0:0)  | HC Chamonix  | Pala Albani, Varese Zuschauer: |

Spiel um Platz 3
| 11. November 1995 | HK ATEK Kiew | 2:3 n. P. (0:1, 2:0, 0:1, 0:0, 0:1) | HC Chamonix | Pala Albani, Varese Zuschauer: |

Finale
| 11. November 1995 | AS Varese Hockey | 4:3 (2:0, 0:2, 2:1) | AC ZPS Zlín | Pala Albani, Varese Zuschauer: |

## Finalrunde
Das Finalrundenturnier fand am 28. und 29. Dezember 1995 im slowakischen Trenčín statt.  Neben dem Gastgeber HC Dukla Trenčín waren die drei Vorrundensieger der Gruppen A, B und C qualifiziert.
Im Halbfinale trafen zunächst der HC Dukla Trenčín auf AS Varese Hockey sowie in einem rein russischen Duell der Vorjahressieger Salawat Julajew Ufa auf den HK Metallurg Magnitogorsk. Im Duell der Russen konnte Magnitogorsk den Titelverteidiger knapp mit 2:1 besiegen. Mit dem gleichen Ergebnis – allerdings erst nach einem Penaltyschießen – erreichte auch Varese das Finale, indem sie die Gastgeber ausgeschaltet hatten. Im Finale setzte Varese dann seinen Siegeszug fort und überraschte mit einem erneut knappen 4:3-Sieg. Den dritten Rang belegte Ufa.
|  | Halbfinale                | Halbfinale       |                     |   | Finale | Finale |
|  |                           |                  |                     |   |        |        |
|  | Salawat Julajew Ufa       | 1                |                     |   |        |        |
|  | HK Metallurg Magnitogorsk | 2                |                     |   |        |        |
|  |                           |                  |                     |   |        |        |
|  |                           |                  |                     |   |        |        |
|  | HK Metallurg Magnitogorsk | 3                |                     |   |        |        |
|  |                           | AS Varese Hockey | 4                   |   |        |        |
|  |                           |                  |                     |   |        |        |
|  | Spiel um Platz 3          |                  |                     |   |        |        |
|  |                           |                  | HC Dukla Trenčín    | 4 |        |        |
|  | HC Dukla Trenčín          | 1                | Salawat Julajew Ufa | 7 |        |        |
|  | AS Varese Hockey          | 2                |                     |   |        |        |

Halbfinale
| 28. Dezember 1995 | Salawat Julajew Ufa | 1:2 (0:1, 1:1, 0:0)                 | HK Metallurg Magnitogorsk | Zimný štadión, Trenčín Zuschauer: |
| 28. Dezember 1995 | HC Dukla Trenčín    | 1:2 n. P. (0:1, 1:0, 0:0, 0:0, 0:1) | AS Varese Hockey          | Zimný štadión, Trenčín Zuschauer: |

Spiel um Platz 3
| 29. Dezember 1995 | HC Dukla Trenčín | 4:7 (2:2, 0:3, 2:2) | Salawat Julajew Ufa | Zimný štadión, Trenčín Zuschauer: |

Finale
| 29. Dezember 1995 | HK Metallurg Magnitogorsk | 3:4 (2:1, 1:1, 0:2) | AS Varese Hockey | Zimný štadión, Trenčín Zuschauer: |